# Prototroctes oxyrhynchus
Prototroctes oxyrhynchus (Engels: New Zealand Grayling, Maori: Upokororo) is een uitgestorven vis die endemisch was in de wateren van Nieuw-Zeeland. Er zijn geen wetenschappers die deze soort ooit bij leven hebben bestudeerd en de meeste informatie is gebaseerd op speculaties en analogie met zijn enige levende verwant, Prototroctes maramae uit het zuidoosten van Australië en Tasmanië.
Volgens meetgegevens kon deze vis tot 50 cm lang worden en tot 1,4 kilogram wegen. Deze soort leek enigszins op een forel, behalve dat deze soort een ver naar achter geplaatste rugvin had. De exacte kleur van deze vis is niet bekend geworden, maar als de vis werd gevangen op zijn weg stroomopwaarts was hij zilverig getint met een leiblauwe rug. Als de vis echter enige maanden in de rivier had doorgebracht was hij vaak roodbruin met grijze spikkels en had hij een goudgetinte buik.
Mogelijk schoot deze soort kuit op zee omdat er in zoet water nooit exemplaren zijn gevangen die korter waren dan 12,5 centimeter. Volgens verslagen zou de soort vaak gevangen zijn met aas aan vishengels, maar zijn tanden en maag-darmstelsel suggereren dat de vis zich voornamelijk voedde met algen. De soort verplaatste zich in scholen en werd zelden meer dan 48 kilometer van zout water waargenomen. Hij prefereerde snelstromend water en steenbeddingen van beken en rivieren.
De vis kwam nog veel voor in snelstromende wateren van het Noordereiland en het Zuidereiland van Nieuw-Zeeland tot in de jaren 1960 van de negentiende eeuw toen Europese kolonisten zich massaal op de eilanden vestigden. In de jaren 1970 nam de soort al in aantallen af. In 1874 werd de soort niet meer waargenomen in de Waikato River en aan het einde van de negentiende eeuw was de soort bijna verdwenen. In 1904 werd er een exemplaar gevangen dat werd tentoongesteld in een hotel. In maart 1923 ving Peter Buck een aantal exemplaren in de Waiapu River in het oosten van het Noordereiland. Dit waren de laatste exemplaren van deze soort waarover betrouwbare gegevens zijn geregistreerd, hoewel er nog wel geruchten waren dat de soort nog voor zou komen in het Westland District op het Zuidereiland. Waarschijnlijk was de soort omstreeks 1923 uitgestorven.
Waarschijnlijk waren voorname oorzaken voor het uitsterven van deze soort, overbevissing en de introductie van beekforel en regenboogforel in zijn habitat, hoewel hij op een aantal plekken verdween voordat de forellen zich hier vestigden. Ook zou het kappen van bos kunnen hebben bijgedragen aan het verdwijnen van deze soort omdat hierdoor de lichtpenetratie en de watertemperatuur toenamen, waardoor de habitat veranderde.

## Beschrijving
Prototroctes oxyrhynchus was een middelgrote vis die, wanneer hij volwassen was, tussen de 30-45 centimeter lang en slank van vorm was met de aanwezigheid van een vetvin. Als amfidrome vis werd tijdens de migratie vastgesteld dat vlagzalmen, die oorspronkelijk zilverkleurig waren, donkerder tot grijs of bruin en soms goudkleurig werden, terwijl de onderbuik licht bleef.

### Gebit
Het gebit van de vis bestaat uit een stompe en afgeronde snuit, met in de bovenkaak een enkele rij lange, stompe tanden die dicht bij elkaar staan en een kamachtige structuur vormen. De onderkaak, die nog een enkele rij kleinere en scherpere tanden bevat, is iets korter dan de bovenkaak en minder afgerond, waardoor hij een punt vormt die net binnen de rij tanden van de bovenkaak past.

### Dieet
Het gebit en het spijsverteringsstelsel van Prototroctes oxyrhynchus duiden erop dat de vis omnivoor was, en zich voedde met zowel waterlarven zoals kokerjuffers, en planten zoals waterkruiden die op de rotsen van rivierbeddingen groeiden. Men vermoedt dat de vis soms herbivoor was.

## Verspreiding
Prototroctes oxyrhynchus was in de jaren 1800 wijd verspreid over zowel het noordelijke als het zuidelijke eiland van Nieuw-Zeeland; de verspreiding van de vis nam in de loop van de 20e eeuw echter af tot meer geïsoleerde delen van Nieuw-Zeeland, zoals sommige stromen in de districten East Cape, Wairarapa en Otaki op het Noordereiland en aan de westkust van het Zuidereiland. De vis werd in de herfst en winter aangetroffen in zoetwaterrivieren en -stromen, en migreerde in het vroege voorjaar naar de omringende zeeën van Nieuw-Zeeland. De vis wordt verondersteld te hebben gepaaid in zoetwaterrivieren voordat hij naar zee migreerde en terugkeerde naar zoetwater om zich voort te planten.

## Geschiedenis
Prototroctes oxyrhynchus werd vaak bejaagd door de Māori. Een traditionele manier waarop de Māori op Prototroctes oxyrhynchus jaagden, was door gebruik te maken van een mandval, een hīnaki genaamd, die in een rivier werd geplaatst om stroomafwaarts zwemmende vis te vangen. De vallen werden vaak 's nachts geplaatst, zodat tegen de ochtend de vissen die door de borstelwanden van de mānuka in de val werden geleid, aan de bovenkant van de taps toelopende 'V' vastzaten en niet in staat waren om tegen de stroming in terug te zwemmen. Deze methode om de vis te vangen was effectief omdat zo tientallen vissen in één keer gevangen konden worden. Een andere methode vereiste twee partijen, een groep die de vis liet schrikken door met stokken op het water te slaan, en een andere die stroomafwaarts wachtte met netten.
De vis was overvloedig aanwezig in de 19e eeuw. Hij werd, in tegenstelling tot veel andere inheemse soorten, gewaardeerd door vroege Europese kolonisten en werd een sportvis. Er werden vaak honderden vlagzalmen tegelijk gevangen. De eerste afname van het aantal vissen werd opgemerkt in de jaren 1870, en in de jaren 1880 werd Prototroctes oxyrhynchus in de meeste rivieren niet meer aangetroffen. De populatie nam in de jaren 1900 zo sterk af dat er in kranten melding werd gemaakt van scholen. De laatste bevestigde waarneming van de vis was in 1923, toen Peter Buck de Māori die in de Waiapu Vallei woonden, vroeg om hem traditionele vismethodes te leren.
In 1951, enkele jaren na de laatste waarneming, kreeg de soort volledige wettelijke bescherming door de Freshwater Fisheries Regulations. Het is de enige Nieuw-Zeelandse inheemse zoetwatervis die ooit werd beschermd. In augustus 2018 classificeerde het New Zealand Department of Conservation Prototroctes oxyrhynchus als 'Uitgestorven' onder het New Zealand Threat Classification System.

## Bedreigingen en uitsterven
Naar de oorzaak van het uitsterven van Prototroctes oxyrhynchus wordt alleen gespeculeerd, omdat de vis rond 1920 uitstierf. Meerdere bronnen melden echter dat er niet één oorzaak was voor het uitsterven, maar meerdere subtiele factoren die samen leidden tot de abrupte verdwijning van de vis die ooit in overvloed voorkwam.
Omdat Prototroctes oxyrhynchus een amfidrome soort was die een deel van zijn leven doorbracht in zoetwaterrivieren en -stromen, liep hij het risico dat zijn populatie zou afnemen en uitsterven vanwege de kwetsbaarheid van zoetwatersystemen. Er is vastgesteld dat ontbossing een bedreiging vormt voor zoetwatersystemen, omdat afvloeiing kan leiden tot aantasting van habitats, erosie en meer riviersediment. Een andere bedreiging voor zoetwatersystemen is vervuiling, dat een grote bedreiging vormt voor de bestaande organismen die in deze gebieden leven.
Een van de factoren waarvan wordt aangenomen dat ze hebben bijgedragen aan het uitsterven van Prototroctes oxyrhynchus is de theorie van bron-zink dynamiek. Rivieren en stromen die een optimale habitat bieden voor ecosystemen staan bekend als bronnen, terwijl rivieren en stromen die niet hetzelfde niveau van milieukenmerken bieden als gevolg van vervuiling, overbevissing of geïntroduceerde soorten, bekend staan als putten. Naarmate de aanwezigheid van putrivieren toenam door vervuiling, veroorzaakt door industriële ontwikkeling, daalde de beschikbaarheid van bronrivieren navenant. Op zee liep Prototroctes oxyrhynchus weinig tot geen gevaar, maar als hij terug migreerde naar zoetwaterrivieren of beken bestond het gevaar dat hij in een zinkrivier terechtkwam, waar de broed- en leefomstandigheden ongunstig waren. Omdat bekend is dat de vissen in grote scholen migreerden, zou bij migratie naar een zinkrivier een aanzienlijk deel van de populatie ofwel problemen ondervinden bij de voortplanting, waardoor het aantal nakomelingen in de volgende generatie zou afnemen, ofwel uitsterven. De toename van het aantal zinkrivieren vormde daarom een aanzienlijke bedreiging voor de amfidome soorten, omdat de beschikbaarheid van bronhabitats afnam en overging in habitats met ongunstigere omstandigheden.
Een andere factor die wordt gezien als oorzaak voor het uitsterven van de soort is het oogsten van de vis. Samen met de jacht van de Māori op Prototroctes oxyrhynchus, resulteerde de vestiging van de Europeanen in een toename van de visvangst. De toename van de jacht op de vis, die in overvloed aanwezig was, leidde tot een afname van de populatie en uiteindelijk tot het uitsterven, omdat de voortplantingscapaciteit van de vis was uitgeput.
De laatste factor waarvan wordt aangenomen dat deze de snelle achteruitgang en vervolgens het uitsterven van de populatie Prototroctes oxyrhynchus heeft veroorzaakt, is het effect van de introductie van forelsoorten uit Europa. De bruine forel werd in de jaren 1860 geïntroduceerd in de zuidelijke oceanische gebieden, waaronder Nieuw-Zeeland in 1867, en de regenboogforel werd geïntroduceerd in 1883.
De introductie van zowel beekforel als regenboogforel beïnvloedde inheemse soorten, zoals Prototroctes oxyrhynchus, door directe predatie en concurrentie voor voedsel en habitat. De niet-inheemse oomycetepathogeen Saprolegnia parasitica, overgebracht door de geïntroduceerde forel, kan ook een belangrijke rol hebben gespeeld bij het uitsterven van Prototroctes oxyrhynchus, vooral in wateren die, met uitzondering van de introductie van de forel, afgelegen en ongestoord leken. Saprolegnia parasitica wordt onvermijdelijk samen met zalmachtigen geïntroduceerd en is sterk betrokken bij zeer ernstige vissterfte onder de nauw verwante Australische vlagzalm kort na de introductie van forel in Australië.

## Taxonomie
Prototroctes oxyrhynchus, die vroeger deel uitmaakte van de familie Prototroctidae, maakt nu deel uit van de familie Retropinnidae, die smelten en vlagzalmen van het zuidelijk halfrond omvat. Vroeger werden spieringen en zuidelijke vlagzalmen ingedeeld in twee aparte families, Prototroctidae voor de vlagzalm en Retropinnidae voor de zuidelijke spiering, maar nu worden alle zes soorten van deze families ingedeeld in Retropinnidae. De vis maakt deel uit van het geslacht Prototroctes, dat de twee soorten Prototroctes oxyrhynchus en Prototroctes maraena bevat.